# César Santos Fontenla
César Santos Fontenla (Salamanca, 1931 - Madrid, 22 de març de 2001) va ser un crític i historiador cinematogràfic espanyol.

## Biografia
Santos va néixer a Salamanca el 1931. Va estudiar la carrera de Dret a Madrid, si bé mai va utilitzar el seu títol de llicenciat per a exercir. Va militar des de molt jove en la oposició antifranquista. El 1957 es va establir en París, on va residir durant dos anys. Allí, portat per la seva passió pel cinema, va visitar habitualment la Cinemateca i les sales del Barri Llatí. A la seva tornada a Madrid es va matricular a l'Institut d'Investigacions i Experiències Cinematogràfiques, si bé no va acabar els seus estudis. També va començar a realitzar la seva labor crítica en un cineclub.
Va començar la seva labor escrita en les revistes Cinema Universitario, Objetivo, Cuadernos de Arte y Pensamiento i Acento Cultural. Posteriorment passà a col·laborar a Nuestro cine, revista cinematogràfica de tendència esquerrana i rival de Film Ideal. A mitjans dels anys 1960 va abandonar aquesta publicació i va passar a ser durant set anys el crític cinematogràfic de la revista Triunfo. Col·laborà després amb altres publicacions, com Informaciones de las Artes y las Letras, suplement cultural del diari Informaciones, Cine en 7 días, Jano o Sábado Gráfico. Durant els seus últims vint anys de vida crític del diari madrileny ABC.
Va morir el 21 de març de 2001 a conseqüència d'un accident domèstic en un moment en què es trobava convalescent a causa d'un edema pulmonar.

## Obra
A més de les seves nombroses col·laboracions en premsa i participació en obres col·lectives, Santos va publicar diversos llibres destacats:
- Cine español en la encrucijada (1966).
- Josef von Sternberg (1969).
- El musical americano (1973).
- Luis Buñuel: Es peligroso asomarse al interior (2000).

## Premis
Medalles del Cercle d'Escriptors Cinematogràfics
| Any  | Categoria              | Labor premiada           | Resultat  |
| ---- | ---------------------- | ------------------------ | --------- |
| 1971 | Millor labor literària | Treballs a Informaciones | Guanyador |